# 保加利亚共产主义者联盟
保加利亚共产主义者联盟（保加利亚语：Sayuz na Komunistite v Balgariya）是保加利亚的一个共产主义政党。该党成立于1995年。它的意识形态是共产主义、马克思主义。它的领导人是Pavel Ivanov。它的总部位于索非亚。它曾是共产党和工人党倡议的成员。共产主义运动“切·格瓦拉”—保加利亚隶属于该党。